# Citroen AX Electrique
Citroën AX Electrique – samochód elektryczny, produkowany w latach 1993–1995 na bazie trzydrzwiowej wersji modelu Citroën AX (produkowanego w latach 1986–1998). Citroen AX Electrique powstawał we Francji, w zakładach w Aulnay.

## Geneza
Citroen AX Elextrique powstał jako alternatywa dla miejskich samochodów z napędem spalinowym. W odróżnieniu od nich miał być cichy i tani w eksploatacji. Zasięg auta miał pozwolić na typowo miejską eksploatację (do 80 kilometrów).

## Różnice w stosunku do wersji z silnikiem spalinowym
Różnice zewnętrzne polegały jedynie na zastosowaniu klapki po stronie pasażera (pomiędzy przednim kołem a drzwiami), służącej do ładowania baterii. Pojazd można było ładować za pomocą standardowego przewodu, z gniazdka domowego. Ładowarka DC potrzebowała 6 godzin, aby naładować baterie do pełna.
Pojazd był napędzany przez silnik elektryczny produkcji francuskiej na prąd stały, o mocy 20 kW (27 KM). Źródłem zasilania były akumulatory niklowo-kadmowe, zamontowane w trzech pakietach (plastikowych kontenerach)- jeden pod podłogą bagażnika oraz dwa w komorze silnika. Napęd był przekazywany na przednie koła, za pośrednictwem standardowej przekładni manualnej.
Zastosowano dodatkowo komputer sterujący pracą układu napędowego, informujący kierowcę między innymi o stopniu naładowania baterii. Na desce rozdzielczej, w miejscu obrotomierza, zastosowano wskaźnik poziomu naładowania akumulatorów.
Dla bezpieczeństwa pasażerów zastosowano również szereg bezpieczników (odcinających dopływ prądu w razie awarii), chłodzenie układu napędowego za pomocą cieczy i powierza, a także ogrzewanie wnętrza kabiny na benzynę. Pojazd wyposażono również w system odzyskiwania energii z hamowania, który działał po puszczeniu przez kierowcę pedału gazu.

## Osiągi
Zasięg samochodu wynosił do ok. 90 km (80-100). Prędkości maksymalna – do 91 km/h. Samochód ważył 995 kilogramów.

## Produkcja
Wyprodukowano dokładnie 374 egzemplarze. Z racji nikłego zainteresowania klientów, produkcję zakończono. Doświadczenia, zdobyte przy produkcji Citroena AX Elexctrique, wykorzystano przy kolejnym pojeździe elektrycznym koncernu Citroen: modelu Saxo Electrique.